# Palisander

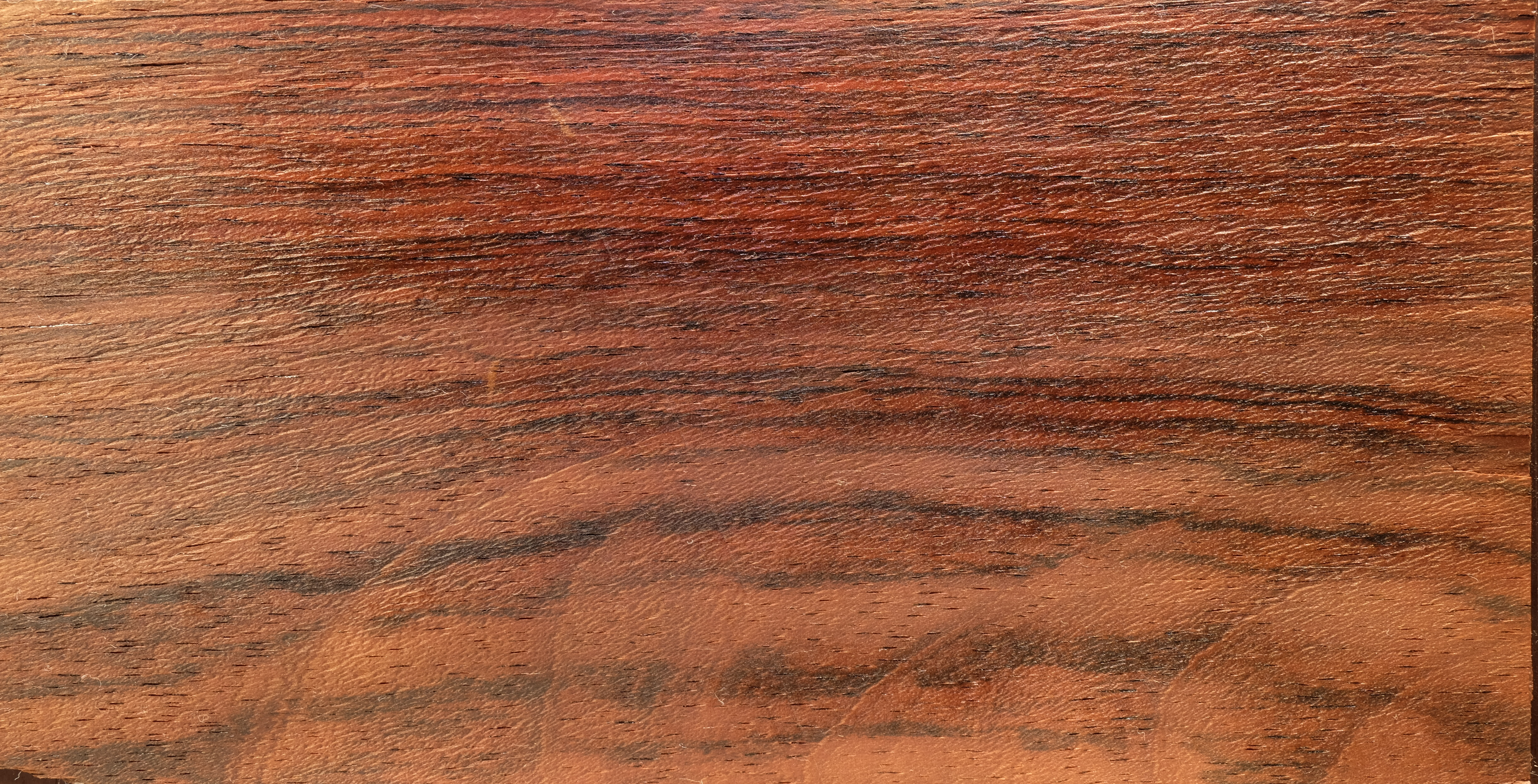
Holz des Rio-Palisanders

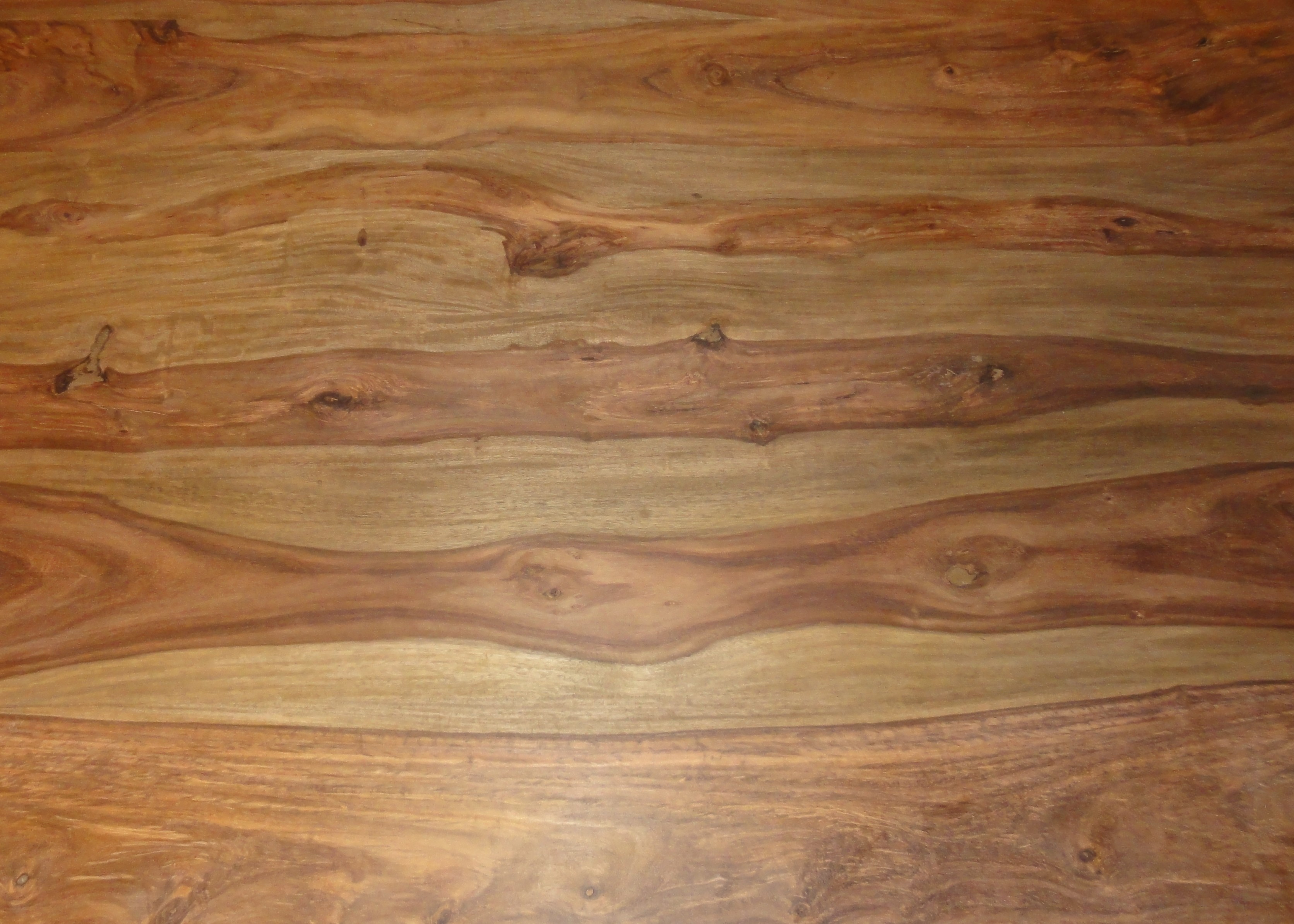
Tischplatte aus Sheeshamholz

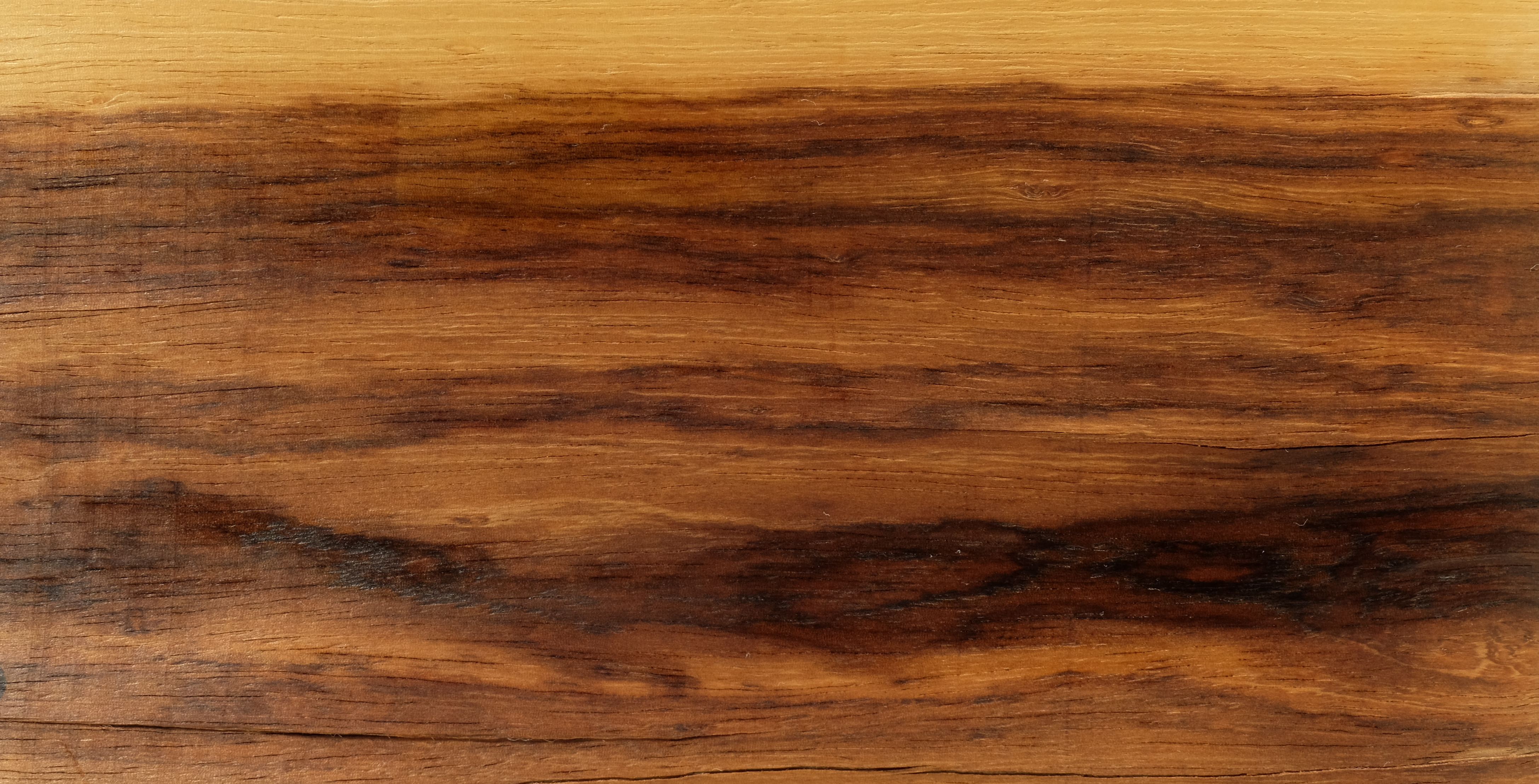
Saburana-Palisander

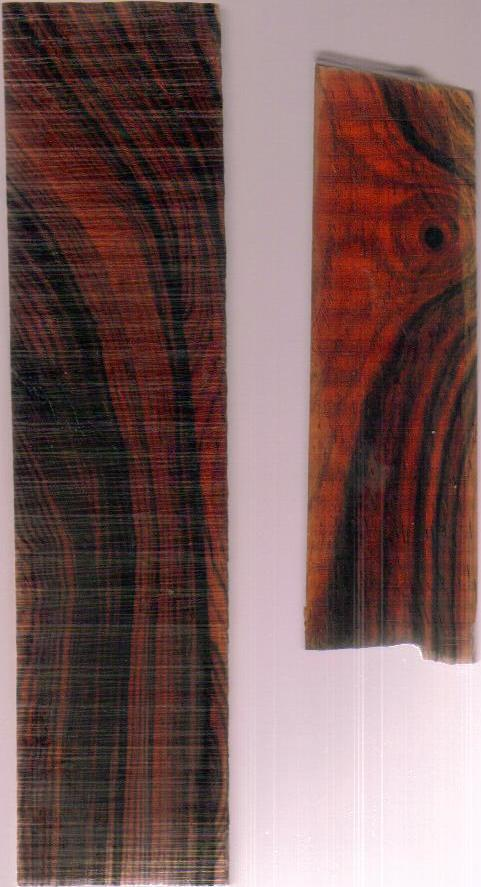
Cocobolo, Korallen-Palisander von Dalbergia retusa

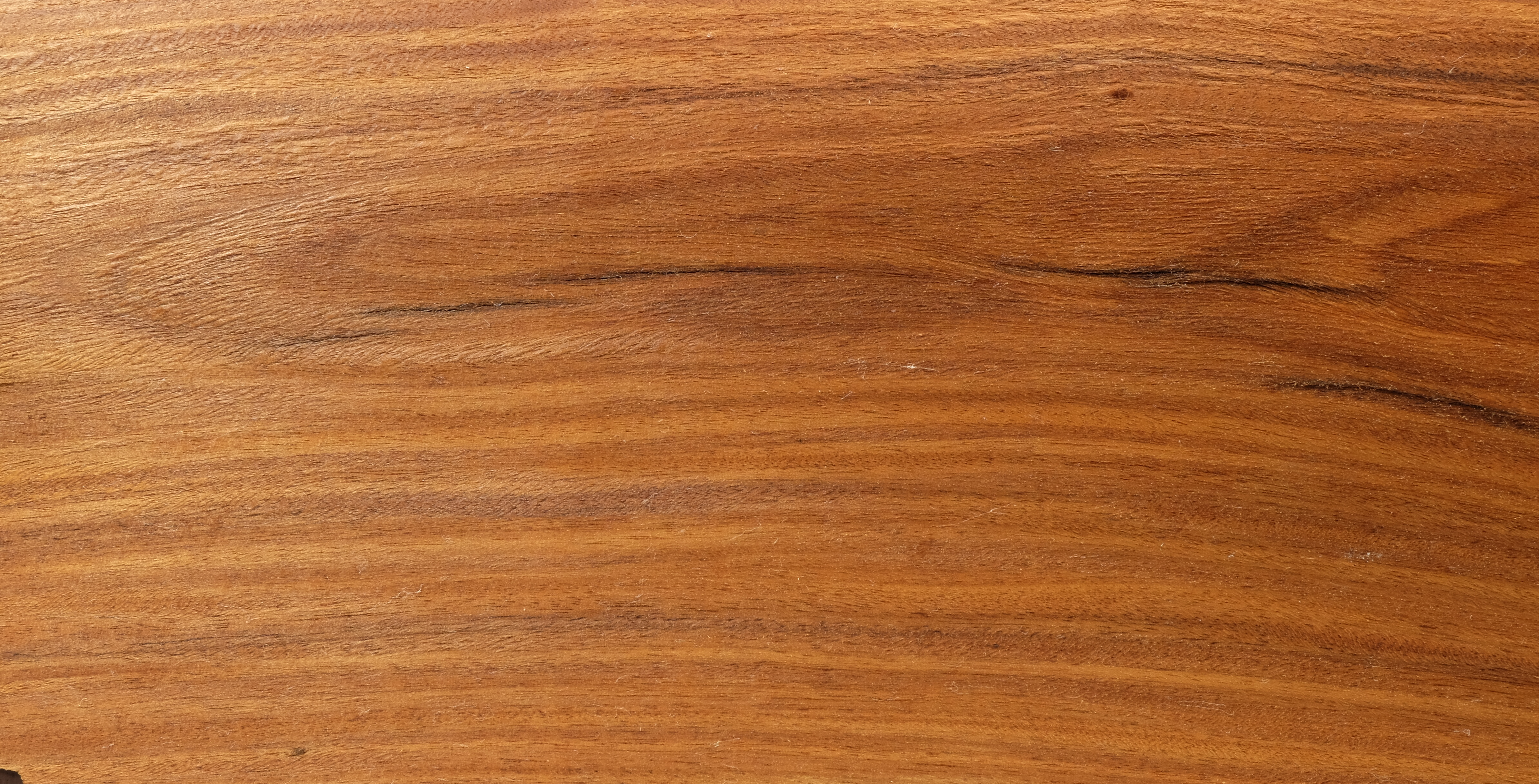
Santos Palisander

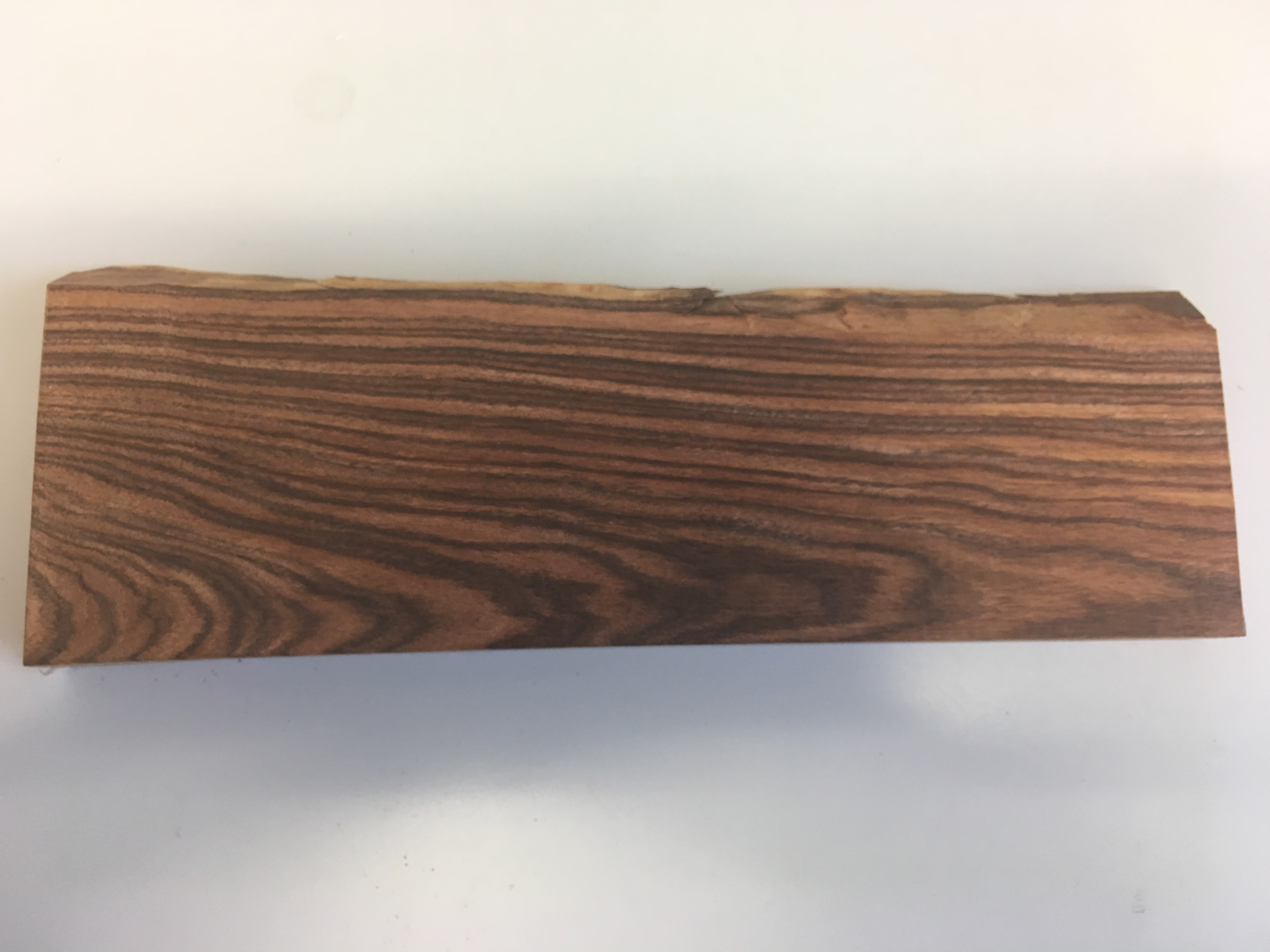
Königsholz von Dalbergia cearensis

Palisander ist der Handelsname für diverse Holzarten von Bäumen der Gattung der Dalbergien (Dalbergia) aus der Unterfamilie der Schmetterlingsblütler. Palisander ist seit Jahrhunderten ein hoch geschätztes Edelholz.

## Wortherkunft
Die Bezeichnung Palisander stammt wohl vom spanischen Ausdruck palo santo, was wörtlich übersetzt so viel wie „heiliger Pfahl“, „heiliges Holz“ bedeutet. Im Französischen ist palissandre, im Englischen rosewood und im Portugiesischen jacarandá gebräuchlich.
Anstelle des Handelsnamens Palisander wird auch oft Rosenholz als direkte deutsche Übersetzung der englischen Bezeichnung rosewood für Dalbergia-Arten verwendet. Hierunter fallen aber auch Hölzer anderer Gattungen, zum Beispiel jenes von Aniba rosaeodora. Auch die Gattung Jacaranda, in der es überdies einen so genannten Palisanderholzbaum (blaublühender Jacaranda) gibt, ist von der Gattung Dalbergia verschieden und ist darum kein Palisander.

## Einige Palisander-Arten
- Grenadill (Dalbergia melanoxylon) wächst im südlichen Ostafrika, die größten Vorkommen sind in Mosambik und Tansania zu finden. Das Holz ist dunkelbraun bis fast schwarz, sehr hart und schwer und wird aufgrund seiner Unempfindlichkeit gegen Feuchtigkeit vorwiegend für Holzblasinstrumente verwendet.

- Burma-Palisander, Chingchan (Dalbergia oliveri)

- Granadillo-Palisander, Cocobolo (Dalbergia retusa und Dalbergia granadillo)

- Guatemala-Palisander (Dalbergia tucurensis)

- Honduras-Palisander, Saburana- oder San Domingo-Palisander (Dalbergia stevensonii) wächst in Mittelamerika zu Bäumen großer Durchmesser heran und hat eine eher untypisch helle rosarote Farbe.

- Korallen-Palisander, Salamanderholz; Cocobolo(-Palisander) (Dalbergia retusa) und (Dalbergia tucurensis), (Dalbergia cubilquitzensis)

- Madagaskar-Palisander Dalbergia spp., alle Arten der Population Madagaskars

- Ostindischer Palisander oder Java-Palisander und Indonesischer, Indischer Palisander, sowie „Sonokeling“ (Dalbergia latifolia) ist auf Sri Lanka und in Pakistan, Indien, sowie in Indonesien weit verbreitet und ein wegen seiner guten Eigenschaften bekanntes und sehr geschätztes hartes Holz.

- Para- oder Amazonas-Palisander (Dalbergia spruceana)

- Rio-Palisander oder Brasilianischer Palisander (Dalbergia nigra) kommt ausschließlich in Brasilien vor und wird daher im englischen Sprachraum auch Brazilian Rosewood genannt.[2] In Brasilien besteht seit 1968 ein Ausfuhrverbot für Rundholz dieser Art. 1992 wurde Rio-Palisander im Washingtoner Artenschutzabkommen gelistet und unterliegt dort der höchsten Schutzstufe (Anhang I).[3]

- Rosa-Palisander, Bahia-Rosenholz (Dalbergia decipularis) ist eine Palisanderart, die im Osten Brasiliens heimisch ist und eine intensiv rötliche Farbe hat. Der Name Rosenholz ist wohl auf die rote Farbe und den rosenartig süßen Duft frisch aufgeschnittenen Holzes zurückzuführen. Auch für  (Dalbergia frutescens).

- Sheesham, Sissoo (Dalbergia sissoo) ist eine ursprünglich in Indien heimische Art, die dort auch Thali genannt wird. Heute wird dieses Holz besonders in Pakistan und Bangladesch auf riesigen Plantagen angebaut, da die große Nachfrage nach dem Holz nur noch durch Plantagen dieses schnellwüchsigen Baumes befriedigt werden kann. Diese gepflanzten Bäume werden selten älter als 20–30 Jahre, weshalb die aus diesem Plantagenholz gebauten und nach Europa exportierten Möbel meist nur zu etwa 30 % aus dem Kernholz dieses Holzes bestehen. Der größte Teil solcher Möbel besteht aus minderwertigem fahlgelbem Splintholz um einen kleinen Kernholzanteil, welchem nur durch Auftrag von stark pigmentierten Farbbeizen der Anschein von wertvollerem dunklem Kernholz verliehen wird.

- Thailändischer Palisander (Dalbergia cochinchinensis)

- Violetter-Palisander, das Königsholz oder Violettholz (Dalbergia cearensis)

Andere oft als Palisander bezeichnete Holzarten die nicht von Dalbergien stammen.
- Santos Palisander oder Kayenne, Cayenne Palisander (Machaerium scleroxylon) kommt im tropischen Südamerika vor.[4] Da er nicht zur Gattung Dalbergia gehört, ist der Santos Palisander kein echter Palisander, wird jedoch unter diesem Handelsnamen verkauft und gehört ebenfalls zur Familie der Hülsenfrüchtler.

- Rio-Grande oder Mexiko Palisander; Bocote-Holz von verschiedenen Cordia-Arten.

- Afrikanischer oder Senegal-Palisander  (Pterocarpus erinaceus), (Pterocarpus angolensis), Kongo-Palisander (Wenge) (Millettia laurentii)

## Verwendung
Palisanderholz hat je nach Sorte meist eine hellbraun-schwarze bis fast ganz dunkelbraune (Rio-Palisander) oder dunkel violettbraune (ostindischer Palisander) Färbung. Daher wird es vorzugsweise für Furniere, Messerhefte und bei der Drechslerei verwendet.
Eine große Bedeutung hat Palisander im Musikinstrumentenbau. Es wird wegen seiner Dichte, Härte und Klangeigenschaften für Marimbaphone und Xylophone verwendet. Im Gitarrenbau nutzt man diese Eigenschaften für Griffbretter, Zargen und Böden. Auch Blockflöten werden aus Palisander gedreht. Zur Gestaltung von Spieltischen großer Pfeifenorgeln kommt es seit dem frühen 20. Jahrhundert ebenfalls zum Einsatz. Auch zur Fertigung von Schachfiguren wird es genutzt.

## Schutzstatus und Bedrohung
Seit Januar 2017 unterliegen alle Dalbergia-Arten dem Washingtoner Artenschutzabkommen und sind mit Ausnahme des in Anhang I gelisteten Rio-Palisanders im Anhang II aufgeführt.